# Hernán Fernando Sosa
Hernán Fernando Sosa Rivero (Montevideo, 18 de diciembre de 1959-San José, 12 de febrero de 2021) fue un futbolista uruguayo. Jugó como defensa y se desempeñaba como director técnico en las divisiones menores de Liga Deportiva Alajuelense al momento su fallecimiento.

## Trayectoria
Jugó en la posición de defensa central o lateral, potente de muy buen juego aéreo con una fuerza increíble en los saques de banda. 
Debutó en 1975 con el Bella Vista, allí estuvo por más de 7 años siendo pieza clave en la defensa papal, llegando a jugar junto al actual técnico de la Selección uruguaya, Óscar Tabárez.
Se destacó en aquel Bella Vista que ascendió a primera división en 1976 donde estaban entre otros los arqueros Oscar Carussini y José Luis Sosa, Julio Ribas, Juan Alberto Acosta, el ruso Washington Olivera, Julio Delgado, Rubens Navarro entre otros, dirigidos por un novel técnico por entonces llamado Sergio Markarián.
Integró un gran equipo papal en el año 1980 ya consolidado en primera dirigido por el argentino Miguel Basílico vale nombrar a jóvenes como el vasco Santiago Ostolaza, Daniel Revelez, Yubert Lemos, William Castro, Amaro Carlos Nadal, Eber Bueno (padre del delantero del Real Sociedad ex Peñarol) Pablo Alonso, sumado a los veteranos como Oscar Carusini, Gerardo Satriano, Apraham Yeladian, Jorge Laclau, etc.
Ese año Bella Vista realizó una gran campaña en la Copa Libertadores quedando segundo en la serie detrás de Peñarol - en ese entonces sólo clasificaba el primero- una llave que confrontaban uruguayos y venezolanos.

### El pase internacional
Jugaba en Bella Vista de su país, junto a Rubens Navarro y Heber Bueno, cuando Héctor Veira, entrenador de San Lorenzo. los fue a ver y quedó maravillado con el nivel de los tres y se los llevó para el San Lorenzo en 1983. 
“Conmigo quedó encantado, porque me habían fracturado la nariz a los diez minutos e igual seguí todo el partido. Después me hablaron algunos dirigentes. Yo ya tenía todo arreglado con Luis Cubilla para irme a Olimpia de Paraguay y le tuve que explicar a él que quería ir a un equipo que me agradaba más“, dijo Sosa años más tarde.
La experiencia en el Ciclón, sin embargo, no fue del todo buena. Ni bien llegó tuvo una lesión en la rodilla derecha y ese primer año jugó muy poco. Ya para 1984 se había adueñado de la camiseta número 4 pero así y todo le costaba que le aplaudieran otra cosa que no fueran los saques de banda: 
“Desde chico, trataba de darle importancia a una jugada que en teoría no la tiene. El Bambino, recuerdo, me ordenaba sacar con la mano al punto de penal, para que la bajara algún delantero“.
Disputó 48 partidos oficiales en estas tierras y después se fue a triunfar a Costa Rica. Usó los colores del Alajuelense (disputó la Copa Interamericana de 1987 ante River Plate) y antes de dedicarse de lleno a la dirección técnica, recomendó a algunos jugadores centroamericanos a otras ligas más importantes.

## Como técnico
Desde 2000, se ha ido convirtiendo en un entrenador que nunca le faltó trabajo, dirigiendo equipos como Herediano, Brujas FC, Guanacasteca y Limón FC, en la Primera División; mientras en Segunda División dirigió a La Fortuna, debutando el domingo 2 de septiembre del 2000, en esa ocasión, los norteños derrotaron un gol por cero al Municipal Grecia. Además dirigió equipos como Cartagena, Santacruceña, San Carlos, Municipal Grecia, Municipal Turrialba, Orión FC, Barrio México, Carmelita y Jicaral Sercoba.
Hernán Fernando Sosa es uno de los técnicos más destacados de la Liga de Ascenso, ya que ha disputado siete finales en esta categoría, de las cuales ha ganado cuatro y perdido tres.
Sosa, al igual que Saddy Gutiérrez, han ganado dos ascensos en forma consecutiva, siendo estos dos los únicos técnicos en lograr esta marca. Sosa fue campeón de ascenso con Santacruceña en la temporada 2004-2005 y con la San Carlos en el campeonato 2005-2006.

## Clubes como jugador
| Club                   | País       | Año         |
| ---------------------- | ---------- | ----------- |
| Bella Vista            | Uruguay    | 1975 - 1982 |
| San Lorenzo de Almagro | Argentina  | 1983 - 1984 |
| Alajuelense            | Costa Rica | 1985 - 1992 |

## Palmarés

### Como jugador
| Título           | Equipo      | Lugar       | Año     |
| ---------------- | ----------- | ----------- | ------- |
| Primera División | Alianza     | El Salvador | 1986-87 |
| Primera División | Alajuelense | Costa Rica  | 1991    |
| Primera División | Alajuelense | Costa Rica  | 1992    |
| Primera División | Alianza     | El Salvador | 1993-94 |

### Como entrenador
| Título                         | Equipo             | Lugar      | Año     |
| ------------------------------ | ------------------ | ---------- | ------- |
| Segunda División de Costa Rica | A. D. Santacruceña | Costa Rica | 2004-05 |
| Segunda División de Costa Rica | San Carlos         | Costa Rica | 2005-06 |